# Kolumna akantowa w Delfach

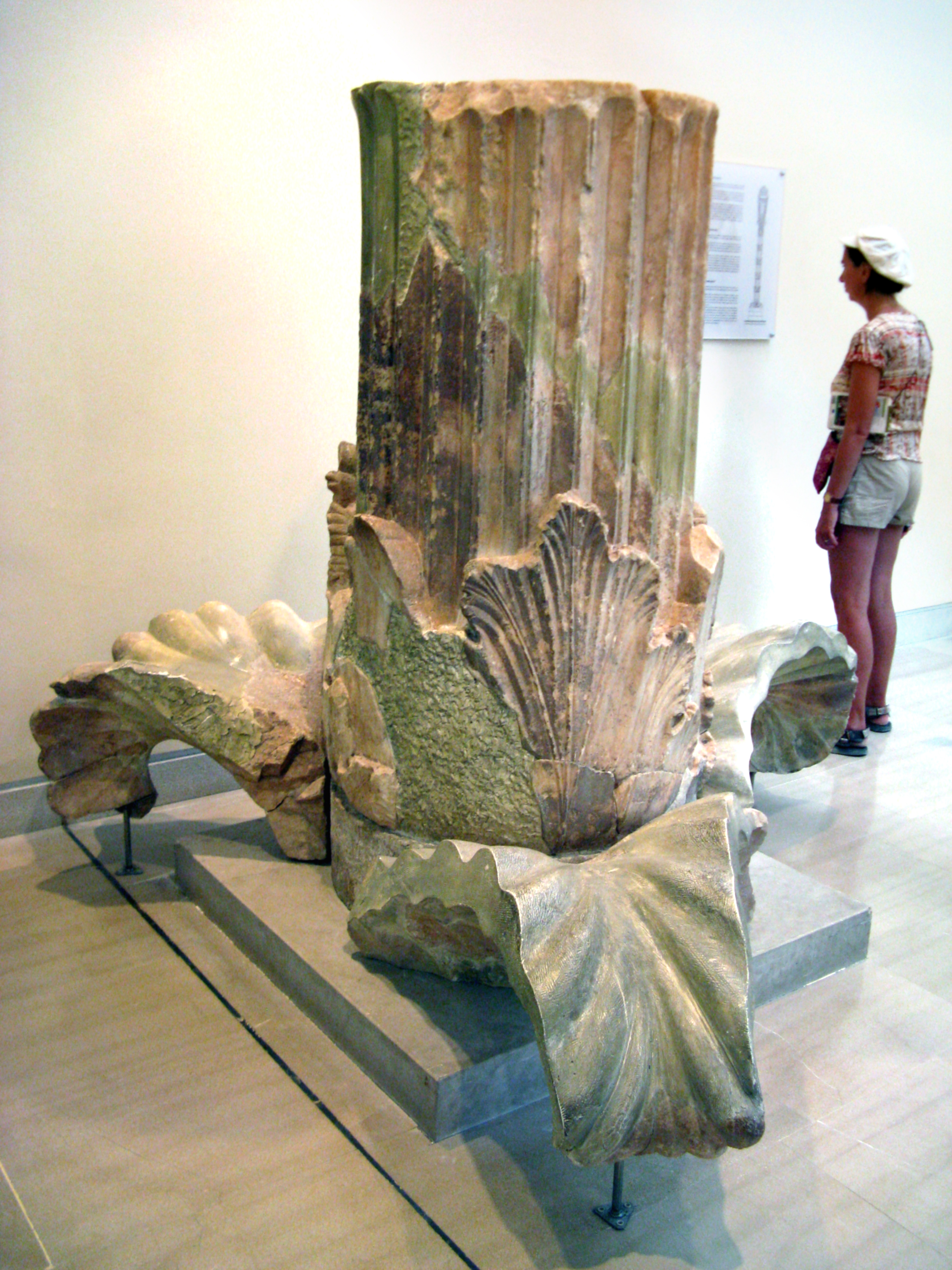
Dolna część trzonu kolumny z wywiniętymi trzema liśćmi akantu

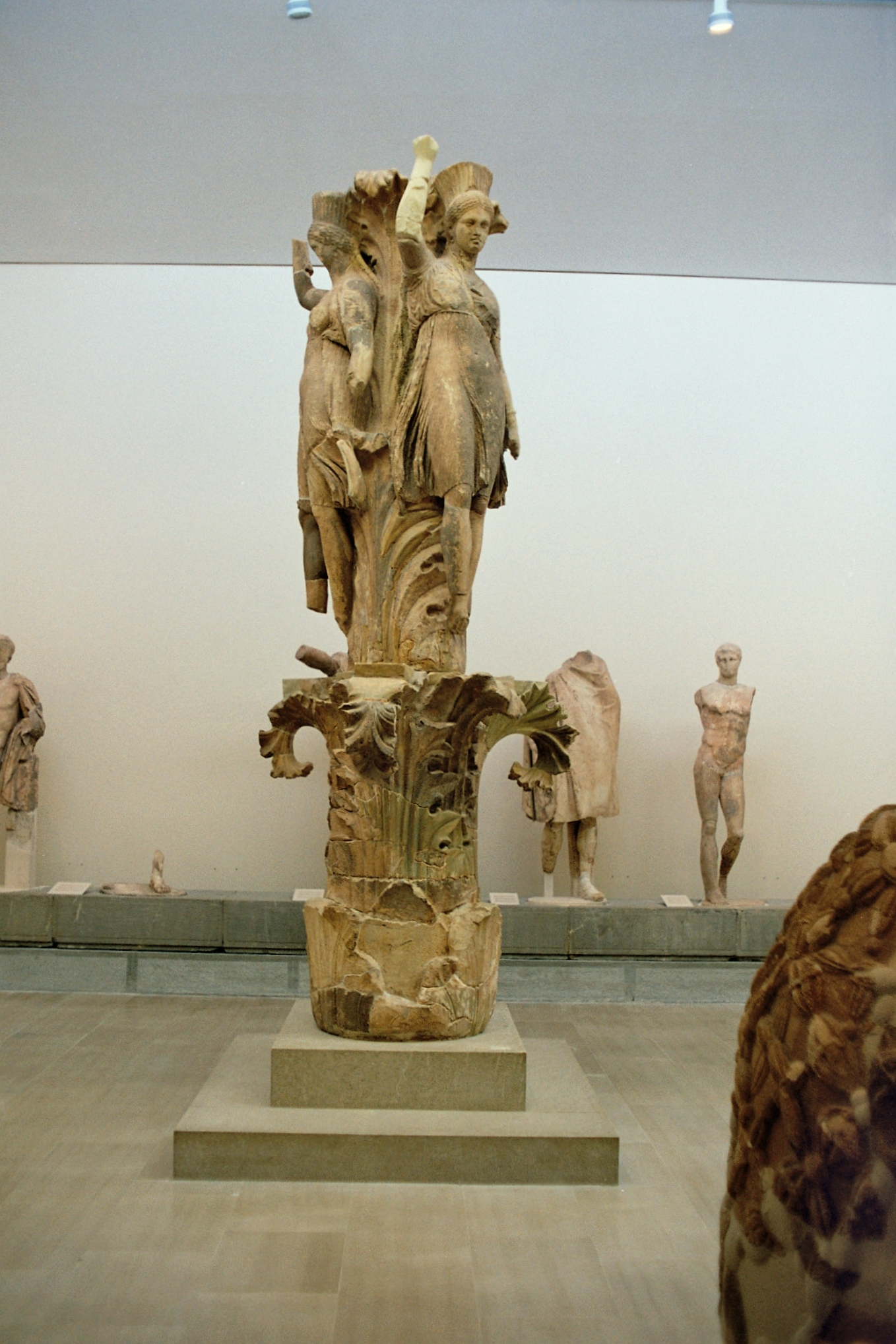
Górna część kolumny z trzema liśćmi akantu i trzema posągami tańczących kobiet

Kolumna akantowa w Delfach (gr. Κίονας με τις χορεύτριες), także Tancerki z Delf – marmurowa kolumna w formie łodygi akantu, zwieńczona trzema posągami tańczących kobiet, które najprawdopodobniej podtrzymywały brązowy trójnóg z omfalosem. Stała w północno-wschodnim narożniku sanktuarium delfickiego. Była darem wotywnym Ateńczyków z IV w. p.n.e. Jej pozostałości znajdują się w Muzeum Archeologicznym w Delfach.

## Historia
Kolumna stała w północno-wschodnim narożniku sanktuarium nad pozostałościami frontonów wcześniejszej świątyni Apollina, pomiędzy posągami podarowanymi przez Daochusa a tzw. bazą Korkyrów. 

### Datowanie
W literaturze postulowane są różne daty powstania kolumny, przy czym najpowszechniej uznawana to ok. 330 rok p.n.e.
Początkowo powstanie kolumny umiejscawiano przed 373 rokiem p.n.e., przyjmując, że jej zniszczenie nastąpiło w wyniku trzęsienia ziemi w tym roku. 
W 1963 roku dalsze badania pozwoliły na dokładne określenie miejsca odnalezienia szczątków kolumny i wykluczenie jej zniszczenia przez kataklizm z 373 roku p.n.e. Ustalono, że kolumna usytuowana była w północno-wschodnim narożniku sanktuarium, gdzie znaleziono podstawę i wapienny piedestał z literami PAN – skrótem imienia Pankratesa, łączonego wówczas z budową świątyni Apollina po 347–346 roku p.n.e. Nad nimi miały znajdować się trzy kolejne bloki – jeden z białego wapienia, jeden obecnie zaginiony i jeden z szarego wapienia. Na białym bloku odnotowano fragmentaryczną inskrypcję wzmiankującą Ateńczyków. Na podstawie kroju liter oraz ustawienia bazy względem sąsiadujących innych pomników sanktuarium, datowano ją na okres przed 336–332 rokiem p.n.e. Oznaczało to, że kolumna powstała we wczesnym okresie hellenistycznym, na co wskazywałby również styl posągów. 
W 1983 roku odkryto kolejne inskrypcje, co poskutkowało nowymi interpretacjami. Według francuskiego epigrafika Claude’a Vatina, którego obserwacje potwierdził historyk sztuki Antonio Corso, kolumna miała być wzniesiona przez ateńskiego wodza Tymoteusza po zwycięskiej bitwie. 
Poniższy opis bazy podany jest za publikacjami Antonio Corso, uwzględniającymi odczytane inskrypcje oraz ich interpretację: 

Baza kolumny złożona była z sześciu bloków wapiennych, z których pierwsze trzy miały wyryte trzy pierwsze litery imienia starożytnego restauratora pomnika – Pankratesa, który odrestaurował kolumnę po zniszczeniach spowodowanych trzęsieniem ziemi w 373 roku. Czwarty blok został dodany po restauracji pomnika i obecnie wieńczy bazę. Na jego wschodnim boku znajduje się ledwie widoczna inskrypcja wotywna Ateńczyków, informująca, że całość została ufundowana z łupów wojennych po zwycięstwie nad Lakończykami. Inskrypcja ta wymienia Hippodamasa – archonta Aten w latach 375–374 p.n.e., wskutek czego datowana jest na rok 375. Pod nią widnieje podpis Praksytelesa, którego uznano za autora dzieła. Piąty blok bazy nie zachował się. Na południowej stronie szóstego bloku – plinty widnieje dedykacja wodza ateńskiego Tymoteusza po zwycięstwie nad Spartą. Również pod tą dedykacją znajduje się podpis Praksytelesa. Tymoteusz związany był z warsztatem Kefizodota Starszego, ojca Praksytelesa, stąd prawdopodobne jest, że to on zlecił wykonanie pomnika Kefizodotowi, który z kolei powierzył zlecenie synowi.

Teoria ta wymusza jednak przesunięcie daty urodzin Praksytelesa na ok. 400 rok p.n.e. Na tej podstawie wysunięto teorię o ufundowaniu przez Tymoteusza pomnika, który został zniszczony prawdopodobnie w wyniku trzęsienia ziemi w 373 roku p.n.e., a następnie odbudowany ok. 50 lat później, kiedy to dodano inskrypcje. Imię Praksytelesa mogło być dodane nawet w II w. p.n.e.
Teza ta nie jest przyjęta powszechnie z uwagi na argumenty przemawiające za tym, że sąsiadujące z kolumną inne pomniki zostały wzniesione wcześniej, a także niemożnością odczytu inskrypcji przez innych badaczy. Inne badania wykazały, że kolumna powstała po 334 roku p.n.e. (334 rok p.n.e. określony został jako terminus post quem). 

## Opis

### Trzon
Trzon kolumny wykonany był z marmuru pentelickiego w formie łodygi akantu, uważanej przez starożytnych Greków za świętą roślinę Apollina. Trzon złożony był z siedmiu bloków, przy czym każdy z nich opasany był wieńcem liści akantu; ponadto na samym dole trzonu znajdowały się trzy liście wywinięte do dołu, a na górze ostatniego, siódmego bloku również trzy, skierowane ku górze. 

### Dar wotywny
Na szczycie kolumny mógł znajdować się właściwy dar wotywny – brązowy trójnóg, podtrzymywany przez trzy posągi przedstawiające młode kobiety, w którym najprawdopodobniej znajdowała się kopia omfalosa. 
- Brązowy trójnóg (prawdopodobnie pozłacany) – do dziś się nie zachował, według Corso o jego istnieniu świadczą: ślady zachowane na dwóch posągach, pomiędzy którymi znajdowały się nogi trójnogu; trzy wgłębienia na szóstym bloku trzonu do ustawienia trójnogu oraz zagłębienie utworzone przez układ posągów, w którym znajdował się lebes trójnogu opierający się na siódmym bloku trzonu[5];
- omfalos – wykonany z marmuru pentelickiego został znaleziony w pobliżu kolumny; jego dolna część ma kształt wypukły, co sugeruje, że mógł znajdować się w lebesie trójnogu[5];
- trzy posągi przedstawiające młode kobiety (kory) – wykonane z marmuru pentelickiego rzeźby przedstawiają kobiety ubrane w przezroczyste chitony z wysokimi nakryciami głowy[1]; postacie zwrócone są do siebie plecami i opierają się o siódmy, ostatni blok trzonu kolumny; ich prawe ręce, uniesione do góry, mogły podtrzymywać lebes trójnogu – lewe były opuszczone; ich stopy (niezachowane) unosiły się w powietrzu, a ułożenie nóg sugeruje, że są przedstawione w tańcu[5].

## Odniesienia w kulturze
Francuski kompozytor Claude Debussy po obejrzeniu  Tancerek z Delf w Luwrze skomponował w 1909 roku miniaturę fortepianową Danseuses de Delphes prelude, L. 117/1.